# Dumitreștii, Mureș

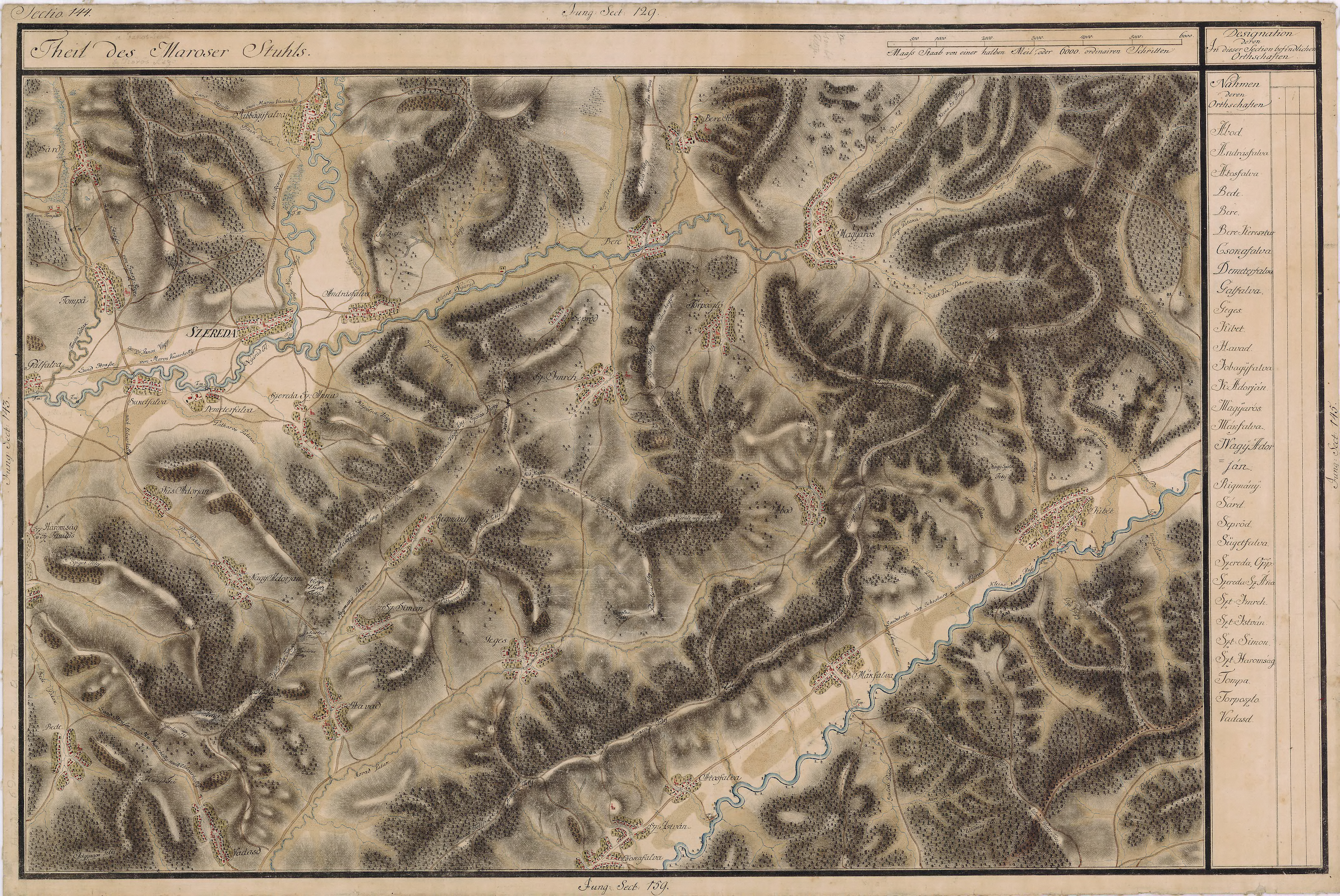
Dumitrești pe Harta Iosefină

Dumitreștii (mai demult Demeterfalău, în maghiară Demeterfalva) este o localitate componentă a orașului Miercurea Nirajului din județul Mureș, Transilvania, România.

## Istoric
Pe Harta Iosefină a Transilvaniei din 1769-1773 (Sectio 144), localitatea a apărut sub numele de „Demeterfalva”. 